# TMED7-TICAM2
TMED7-TICAM2 (англ. Protein TMED7-TICAM2) – білок, який кодується однойменним геном, розташованим у людей на 5-й хромосомі. Довжина поліпептидного ланцюга білка становить 188 амінокислот, а молекулярна маса — 21 233.
| 10         |  | 20         |  | 30         |  | 40         |  | 50         |
| ---------- |  | ---------- |  | ---------- |  | ---------- |  | ---------- |
| MPRPGSAQRW |  | AAVAGRWGCR |  | LLALLLLVPG |  | PGGASEITFE |  | LPDNAKQCFY |
| EDIAQGTKCT |  | LEFQVITGGH |  | YDVDCRLEDP |  | DGKVLYKEMK |  | KQYDSFTFTA |
| SKNGTYKFCF |  | SNEFSTFTHK |  | TVYFDFQVGE |  | DPPLFPSENR |  | VSALTQMESA |
| CVSIHEALKS |  | VIDYQTHFRL |  | REAQGRSRAE |  | DLNTRVAY   |  |            |

A: Аланін

C: Цистеїн

D: Аспарагінова кислота

E: Глутамінова кислота

F: Фенілаланін

G: Гліцин

H: Гістидин

I: Ізолейцин

K: Лізин

L: Лейцин

M: Метіонін

N: Аспарагін

P: Пролін

Q: Глутамін

R: Аргінін

S: Серин

T: Треонін

V: Валін

W: Триптофан

Локалізований у мембрані.